# Sent Medard d'Aruan
Sent Medard d'Aruan (en francès Saint-Médard-d'Eyrans) és un municipi francès situat al departament de la Gironda i a la regió de la Nova Aquitània.
A l'edat mitjana pertanyia a la jurisdicció del castell de L'Isla Sent Jòrgi.

## Demografia
| 1962                                       | 1968  | 1975  | 1982  | 1990  | 1999  | 2007 |
| ------------------------------------------ | ----- | ----- | ----- | ----- | ----- | ---- |
| 831                                        | 1.109 | 1.330 | 1.490 | 2.033 | 2.277 |      |
| Des de 1962: població sense dobles comptes |       |       |       |       |       |      |

## Administració
| Període   | Identitat           | Partit |
| --------- | ------------------- | ------ |
| 1977-1989 | Henri Bourron       |        |
| 1989-1996 | Christian Vignolles |        |
| 1996-1997 | Monique Merle       |        |
| 1997-     | Christian Tamarelle |        |

## Agermanaments
- Magege (Vila Nova de Famalicão)